# Yago Pikachu
Glaybson Yago Souza Lisboa, meglio noto come Yago Pikachu (Belém, 5 giugno 1992), è un calciatore brasiliano, difensore, centrocampista o attaccante del Fortaleza.

## Caratteristiche tecniche
A suo agio sul lato destro, può essere impiegato sia come terzino, sia come esterno, sia come ala.

## Statistiche

### Presenze e reti nei club
Statistiche aggiornate al 16 giugno 2023.
| Stagione             | Squadra              | Campionato | Campionato | Campionato | Coppe nazionali | Coppe nazionali | Coppe nazionali | Coppe continentali | Coppe continentali | Coppe continentali | Altre coppe | Altre coppe | Altre coppe | Totale | Totale | Totale |
| Stagione             | Squadra              | Comp       | Pres       | Reti       | Comp            | Pres            | Reti            | Comp               | Pres               | Reti               | Comp        | Pres        | Reti        | Pres   | Reti   |        |
| -------------------- | -------------------- | ---------- | ---------- | ---------- | --------------- | --------------- | --------------- | ------------------ | ------------------ | ------------------ | ----------- | ----------- | ----------- | ------ | ------ | ------ |
| 2012                 | Paysandu             | PD/PA+C    | 15+20      | 4+6        | CB              | 5               | 2               |                    | -                  | -                  |             | -           | -           | 40     | 12     |        |
| 2013                 | Paysandu             | PD/PA+B    | 21+35      | 6+9        | CB              | 4               | 0               |                    | -                  | -                  |             | -           | -           | 60     | 15     |        |
| 2014                 | Paysandu             | PD/PA+C    | 20+22      | 9+4        | CB              | 5               | 1               |                    | -                  | -                  | CV          | 7           | 1           | 54     | 15     |        |
| 2015                 | Paysandu             | PD/PA+B    | 11+35      | 5+9        | CB              | 8               | 4               |                    | -                  | -                  | CV          | 5           | 2           | 59     | 20     |        |
| Totale Paysandu      | Totale Paysandu      |            | 179        | 52         |                 | 22              | 7               |                    | -                  | -                  |             | 12          | 3           | 213    | 62     |        |
| 2016                 | Vasco da Gama        | A/RJ+B     | 11+27      | 0+3        | CB              | 8               | 1               |                    | -                  | -                  |             | -           | -           | 46     | 4      |        |
| 2017                 | Vasco da Gama        | A/RJ+A     | 11+27      | 3+2        | CB              | 2               | 0               |                    | -                  | -                  |             | -           | -           | 40     | 5      |        |
| 2018                 | Vasco da Gama        | A/RJ+A     | 11+35      | 4+10       | CB              | 2               | 1               | CL+CS              | 10+1               | 4+0                |             | -           | -           | 59     | 19     |        |
| 2019                 | Vasco da Gama        | A/RJ+A     | 13+36      | 3+5        | CB              | 6               | 1               |                    | -                  | -                  |             | -           | -           | 55     | 9      |        |
| 2020                 | Vasco da Gama        | A/RJ+A     | 9+28       | 0+2        | CB              | 6               | 0               | CS                 | 5                  | 0                  |             | -           | -           | 48     | 2      |        |
| Totale Vasco da Gama | Totale Vasco da Gama |            | 208        | 32         |                 | 24              | 3               |                    | 16                 | 4                  | -           | -           | -           | 248    | 39     |        |
| 2021                 | Fortaleza            | PD/CE+A    | 4+34       | 1+9        | CB              | 8               | 2               |                    | -                  | -                  | CdN         | 4           | 0           | 50     | 12     |        |
| 2022                 | Fortaleza            | PD/CE+A    | 6+14       | 4+4        | CB              | 4               | 3               | CL                 | 8                  | 2                  | CdN         | 12          | 4           | 44     | 17     |        |
| 2022                 | Shimizu S-Pulse      | J1         | 12         | 0          |                 | -               | -               |                    | -                  | -                  |             | -           | -           | 12     | 0      |        |
| 2023                 | Fortaleza            | PD/CE+A    | 9+10       | 1+2        | CB              | 4               | 1               | CL+CS              | 2+5                | 0+2                | CdN         | 9           | 1           | 39     | 7      |        |
| Totale Fortaleza     | Totale Fortaleza     |            | 77         | 21         |                 | 16              | 6               |                    | 15                 | 4                  |             | 25          | 5           | 133    | 36     |        |
| Totale carriera      | Totale carriera      |            | 476        | 105        |                 | 62              | 16              |                    | 31                 | 8                  |             | 37          | 8           | 606    | 137    |        |

## Palmarès

### Club

#### Competizioni statali
- Campionato Paraense: 1

Paysandu: 2013
- Campionato Carioca: 1

Vasco da Gama: 2016
- Campionato Cearense: 3

Fortaleza: 2021, 2022, 2023

#### Competizioni regionali
- Copa do Nordeste: 1

Fortaleza: 2022, 2024